# Xian de Fanchang
Le xian de Fanchang (繁昌县 ; pinyin : Fánchāng Xiàn) est un district administratif de la province de l'Anhui en Chine. Il est placé sous la juridiction de la ville-préfecture de Wuhu.

## Géographie
Fanchang est située au bord de grande plaine centrale de chine. Entre quelques collines au nord qui la séparent du fleuve Yangzi Jiang.A seulement 30 km de Wuhan, la métropole sous laquelle la juridiction de la préfecture est placée. A 50 km de Xuancheng et Tongling, 80 de Chizhou, 225 de Nanjing, 300 de Shanghai, 976 de Pékin (Beijing)

## Démographie
La population du district était de 455 024 habitants en 1999.